# Германский император
Германский император, Германский кайзер (нем. Deutscher Kaiser) — должность и титул главы Германской империи в 1871—1918 годах, являющийся наследственным дуалистическим монархом.

## История

### Исторические предшественники германских императоров
Непосредственным предшественником германских императоров в качестве главы государства была учреждённая в 1867 году должность  президента Северогерманского союза — государственного образования, послужившего основой для формирования Германской империи. Эта преемственность заключалась с одной стороны в почти полном заимствовании положений конституции союза (с незначительными изменениями ставшей имперской), с другой стороны в том факте, что президент союза — Вильгельм I — стал первым германским императором.
Вместе с тем, очевидна и преемственность титула германских императоров периода Германской империи с титулом германских императоров времён Священной Римской империи, которая найдёт своё подтверждение в прокламации Вильгельма «К немецкому народу», а затем — уже в XX веке — в концепции трёх рейхов. Эта преемственность была не юридического, а скорее эмоционального и даже мифологического характера, требовавшей для легитимации нового германского государства исторической связи со средневековыми государственными образованиями немецкой нации.

### Введение титула германского императора
Успехи Северогерманского союза во Франко-прусской войне подтолкнули южногерманские государства (великие герцогства Баден и Гессен, королевства Бавария и Вюртемберг) в ноябре 1870 года к вступлению в союз. Согласно договору с Баденом и Гессеном Северогерманский союз переименовывался в Германский (нем. Deutscher Bund), а новое государственное образование получило новую по названию конституцию, содержание которой, однако, изменилось лишь за счет перечисления привилегий отдельных членов союза. В статье 11 конституции Германского союза, вступившей в силу с 1 января 1871 года, было сказано, что президент союза носит титул германский император (нем. Deutscher Kaiser). Этому предшествовало так называемое «императорское письмо» (нем. Kaiserbrief), которое по тайной инициативе рейхсканцлера Бисмарка баварский король Людвиг II разослал главам германских государств и в котором он просил прусского короля и президента союза Вильгельма возродить германскую империю и достоинство императорского титула.
Однако сам Вильгельм, воспринимавший себя больше пруссаком, чем немцем и ценивший свой, «божьей милостью» предназначенный ему по праву рождения, королевский титул выше императорского, считая последний лишь должностью или поручением, вовсе не хотел становиться императором. Больше всего ему не нравилось само название «германский император» (нем. Deutscher Kaiser), на котором настаивал Бисмарк, и он был согласен лишь на титул «император Германии» (нем. Kaiser von Deutschland), что явно пришлось бы не по душе главам только что вступивших в союз южногерманских государств, которые не хотели иметь над собою ещё одного монарха. Также не получила поддержки формулировка кронпринца Фридриха «король германцев» (нем. König der Deutschen), и лишь благодаря усилиям Бисмарка подготовленная церемония провозглашения Вильгельма императором не была сорвана, хотя тот ещё много дней спустя держал обиду на своего рейхсканцлера.
Наконец, 18 января 1871 года (этот день был выбран неслучайно: ровно 170 лет назад был коронован первый прусский король) в Зеркальном зале Версаля Вильгельм I принял титул германского императора, а вступившая в силу 4 мая того года конституция Германской империи юридически закрепила это событие.

## Конституция Германской империи о германском императоре
В целом, в конституции Германской империи императору посвящался отдельный раздел и многочисленные упоминания в остальной части текста. Согласно статье 11 президентство (председательство) в союзе германских государств, отныне называвшемся Германской империей, принадлежало прусскому королю, который получал титул германского императора. Император получал право (ст. 11):
- представлять империю согласно международному праву
- от имени империи объявлять войну и заключать мир (при этом за исключением случаев нападения на империю для объявления войны ему необходимо было заручиться согласием бундесрата)
- входить в союзы и другие договоры с иностранными государствами
- аккредитовать и принимать послов
- созывать, открывать, отсрочивать и закрывать бундесрат (союзный совет) и рейхстаг (ст. 12)
- назначать рейхсканцлера (ст. 15)
- назначать должностных лиц империи, приводить их к присяге и увольнять в необходимых случаях (ст. 18)
- при наступлении бедственного положения устанавливать специальный низкий тариф на железнодорожные перевозки (ст. 46)
- в случае угрозы общественной безопасности объявлять военное положение в любой части союзной территории (ст. 68).

Законопроекты, подготовленные бундесратом, вносились на рассмотрение рейхстага от имени императора (ст. 16). К ведению императора относились публикация имперских законов и надзор за их исполнением (ст. 17), при этом постановления и распоряжения самого императора нуждались в контрасигнатуре рейхсканцлера. Если какое-либо из объединённых в Германскую империю государств нарушало свои обязательства в рамках союза, то решение о принуждении его к их выполнению, принимаемое бундесратом, приводилось в исполнение императором (ст. 19). Бундесрат при принятии решения о роспуске рейхстага должен был заручиться согласием императора (ст. 24). Император следил за предупреждением нарушений закона при сборе пошлин и налогов на потребление (ст. 36), осуществлял на территории союза высшее руководство почтой и телеграфом (ст. 50), надзирал над работой консульских учреждений и назначал консулов (ст. 56). Военно-морские и сухопутные силы империи в мирное и военное время ставились под командование императора (ст. 53 и 63), повиновение приказам которого являлось частью военной присяги (ст. 64).

## Германский император в системе государственной власти
Система государственной власти в Германской империи базировалась на четырёх основных конституционных органах: император, канцлер, бундесрат и рейхстаг, взаимоотношения которых (обычно в противопоставлении первых трёх последнему) являлись выражением соотношения политических сил в стране и обеспечивали компромисс между монархическим и парламентаристским путём её развития. Кайзер правил через своих министров и, в особенности, через рейхсканцлера, от которого он, в известной степени, были зависим. Император не обладал законодательной инициативой и правом вето на принимаемые законы, не участвовал напрямую в законотворчестве, однако наделялся правом издавать постановления и распоряжения от имени империи. Император не был никому подотчётен, не нёс никакой ответственности перед законом, но в то же время по духу основного закона империи верховная власть в ней принадлежала не германскому кайзеру, а совокупности государств-участников союза, представленных в бундесрате. В реальности внутриполитическая власть императора была выше, чем это предусматривал текст конституции. Так, правом распускать рейхстаг наделялся лишь бундесрат (при согласии кайзера); в действительности же инициатором подобного шага всегда был император, вносивший через канцлера свое предложение в совет, а потом лишь формально подтверждавший принятое союзным советом решение (по этой схеме были распущены 4 рейхстага из 13 выбранных).
Хотя поначалу титул кайзера задумывался Бисмарком лишь как наименование для президентства прусского короля в империи, достаточно быстро он стал символом воплотившихся в реальность интеграционных надежд немецкой нации, что нашло своё отражение, к примеру, в утверждённом императорском гимне или почти ритуальной формуле «Император и рейх» (нем. «Kaiser und Reich»). Поэтому императорский титул, юридически не имевший в себе никакого нового содержания, через эту символическую силу получил совершенно новый уровень легитимности.
Однако, несмотря на то, что дни рождения императоров были одними из наиболее празднуемых событий, а их именами назывались улицы, площади и мосты, школы, больницы и церкви, настоящего культа императора в Германии не было. Лишь при Вильгельме была предпринята попытка возвысить роль кайзера и его восприятие, но в национальном самосознании существовало некоторое разделение императорского титула и его индивидуального носителя, причём не в пользу последнего.

## Список германских императоров
| Имя          | Портрет | Годы правления                | Годы жизни | Комментарий                                                                                    |
| ------------ | ------- | ----------------------------- | ---------- | ---------------------------------------------------------------------------------------------- |
| Вильгельм І  |         | 18 января 1871 — 9 марта 1888 | 1797—1888  | Первый император                                                                               |
| Фридрих ІІІ  |         | 9 марта — 15 июня 1888        | 1831—1888  | Сын Вильгельма I                                                                               |
| Вильгельм ІІ |         | 15 июня 1888 — 9 ноября 1918  | 1859—1941  | Сын Фридриха III, последний император (официальное отречение от престола: 28 ноября 1918 года) |

## Титулы

### Вильгельм І
| Большой титул (от 1873) | Большой титул (от 1873) | Большой титул (от 1873) |
| --- | ----------------------- | --- |
| Мы, Вильгельм, милостью Божией, Германский император и король Пруссии; маркграф Бранденбурга, бургграф Нюрнберга, граф Гогенцоллерн; суверен и верховный герцог Силезии и графства Глац; великий герцог Нижнего Рейна и Познани; герцог Саксонии, Вестфалии, Ангрии, Померании, Люнебурга, Гольштейна и Шлезвига, Магдебурга, Бремена, Гелдерна, Клеве, Юлиха и Берга, также вендов и кашубов, Кроссена, Лауэнбурга и Мекленбурга; ландграф Гессена и Тюрингии; маркграф Верхней и Нижней Лужицы; принц Оранский; князь Рюгена, Восточной Фризии, Падерборна и Пирмонта, Гальберштадта, Мюнстера, Миндена, Оснабрюка, Гильдесгайма, Вердена, Каммина, Фульды, Нассау и Мерса; рейхсграф Геннеберга; граф марки Равенсберг, Гогенштайн, Теккленбург и Линген, Мансфельда, Зигмарингена и Ферингена; властитель Франкфурта.. |                         | Wir Wilhelm von Gottes Gnaden Deutscher Kaiser, König von Preußen, Markgraf zu Brandenburg, Burggraf zu Nürnberg, Graf zu Hohenzollern, Souveräner und oberster Herzog von Schlesien wie auch der Grafschaft Glatz, Großherzog vom Niederrhein und Posen, Herzog zu Sachsen, Westfalen und Engern, zu Pommern, Lüneburg, Holstein und Schleswig, zu Magdeburg, Bremen, Geldern, Cleve, Jülich und Berg, sowie auch der Wenden und Kaschuben, zu Krossen, Lauenburg, Mecklenburg, Landgraf zu Hessen und Thüringen, Markgraf der Ober- und Niederlausitz, Prinz von Oranien, Fürst zu Rügen, zu Ostfriesland, zu Paderborn und Pyrmont, zu Halberstadt, Münster, Minden, Osnabrück, Hildesheim, zu Verden, Kammin, Fulda, Nassau und Mörs, gefürsteter Graf zu Henneberg, Graf der Mark und zu Ravensberg, zu Hohenstein, Tecklenburg und Lingen, zu Mansfeld, Sigmaringen und Veringen, Herr von Frankfurt. |

## Упразднение титула германского императора
Ноябрьская революция, вызванная неудачами германской армии в первой мировой войне и обострением социальной напряженности внутри страны, привела к необратимому кризису государственной власти, для разрешения которого тогдашний рейхсканцлер Максимилиан Баденский 9 ноября, не дожидаясь решения самого кайзера, заявил об отречении Вильгельма II от престола. В тот же день Филиппом Шейдеманом  и Карлом Либкнехтом была провозглашена Веймарская республика, что означало окончание эры Германской империи. Вынужденный бежать в Нидерланды император отрёкся от своего титула 28 ноября того же года, а принятая позднее Веймарская конституция юридически оформила факт упразднения титула германского императора.

## Галерея
- Отто фон Бисмарк, инициатор введения титула германского императора
- Упоминание титула германского императора в конституции Германского союза
- Провозглашение Вильгельма I германским императором
- Один из многочисленных памятников Вильгельму I
- Одно из многочисленных произведений искусств, посвященных Вильгельму I
- Медаль времён первой мировой войны с изображением Вильгельма II